# Adobe FreeHand
Adobe FreeHand (dříve Macromedia Freehand) je už nevyvíjený 2D komerční vektorový grafický editor společnosti Adobe Systems určený především pro profesionální ilustrace, DTP a webovou grafiku. Poslední verze MX (11.0.2) vyšla v roce 2003.